# Chabertia (plante)
Pour les articles homonymes, voir Chabertia.
Genre
Chabertia est un genre de plantes à fleurs de la famille des Rosaceae.
Selon Plants of the World Online, c'est un synonyme de Rosa.

## Liste des espèces
- Chabertia acanthocarpa
- Chabertia adriatica
- Chabertia agrestis
- Chabertia benearnensis
- Chabertia cladophora
- Chabertia croatica
- Chabertia dalmatica
- Chabertia dicranodendron
- Chabertia discedens
- Chabertia elegans
- Chabertia elongatula
- Chabertia freynii
- Chabertia grandicorona
- Chabertia haussmanniana
- Chabertia hispidula
- Chabertia hungarica
- Chabertia impolita
- Chabertia istriaca
- Chabertia lageniformis
- Chabertia lemanii
- Chabertia leptoclada
- Chabertia occidentalis
- Chabertia panicicii
- Chabertia pannonica
- Chabertia rotundifolia
- Chabertia rubiginosa
- Chabertia sarcostephana
- Chabertia scleroacantha
- Chabertia serbica
- Chabertia tommasiniana
- Chabertia trenescenensis
- Chabertia vasconica
- Chabertia virgultorum

Noms en synonymie
- Chabertia micrantha, un synonyme de Rosa micrantha
- Chabertia sepium, un synonyme de Rosa agrestis
- Chabertia umbellata, un synonyme de Rosa rubiginosa

## Publication original
- Michel Gandoger, 1881. Tabulae Rhodologicae Eur.-Orient. Michel Gandoger, Locuplet.